# Спрингфилд (Орегон)
Спрингфилд (енгл. Springfield) град је у америчкој савезној држави Орегон.

## Демографија
По попису из 2010. године број становника је 59.403, што је 6.539 (12,4%) становника више него 2000. године.
| Група             | 2000.          | 2010.          |
| Белци             | 45.827 (86,7%) | 47.827 (80,5%) |
| Афроамериканци    | 374 (0,7%)     | 649 (1,1%)     |
| Азијати           | 588 (1,1%)     | 758 (1,3%)     |
| Хиспаноамериканци | 3.651 (6,9%)   | 7.194 (12,1%)  |
| Укупно            | 52.864         | 59.403         |